# Голуб, Олифер
Олифер Остапович Голуб (Стеблевец-Черняк) (умер 1628) — Гетман Войска Запорожского в 1622—1626 годах (с перерывами).
Соратник гетманов Петра Сагайдачного и Михаила Дорошенко.

## Биография
Точные данные о дате и месте рождения Олифера Голуба отсутствуют.
Родился около 1545 года. Его отец — Остап Голуб (укр. Євстафій Голуб) — по некоторым данным имел ещё сына Дмитрия и дочку Ефросинию.
Местом рождения Голуба принято считать местечко Стеблёв. От этого названия он и получил казацкое прозвище Стеблевец. В пользу этого свидетельствует и топонимика края, которая до настоящего времени сохранила название населённого пункта — Олиферов Яр. Жена Олифера Голуба умерла задолго до 1622 года.
Имел общее происхождение с дворянским родом Алфёровых.
Сроки гетманства (4 раза был - рекорд):
- 1622
- 20.05.1622 — 1623
- 02.1624 — 05.09.1624
- 1626

Во время своего гетманства Голуб организовал морские походы против Османской империи.
В 1623 году направил посольство в Варшаву в польский сейм с требованиями прекратить преследование украинского православного населения и подтвердить привилегии и права казачества.
В 1625 году Голуб, как казацкий полковник, принимал участие в восстании под предводительством Марка Жмайло.

## Гибель Голуба
В 1628 году участвовал в казацком походе под командованием претендента на ханский трон Шагин-Гирея. На просьбу Шагин-Гирея о помощи в борьбе против турок действующий в это время гетман Михаил Дорошенко смог мобилизовать 4-тысячный отряд и выступил на помощь хану. В этом отряде находился и Олифер Голуб.
Братья Гиреи с несколькими сотнями своих сторонников находились в Бахчисарае, окружённого турками. Казаки быстрым маршем прошли Перекоп и атаковали турецкое войско. На реке Салгир произошла кровопролитная битва, турки были разбиты. Но и казацкое войско понесло потери — в этой битве погибли гетман Дорошенко и полковник Голуб.